# Лемніц
Лемніц (нім. Lemnitz) — громада в Німеччині, розташована в землі Тюрингія. Входить до складу району Заале-Орла. Складова частина об'єднання громад Триптіс.
Площа — 7,99 км2. Населення становить 377 ос. (станом на 31 грудня 2021).